# بوستان ملل ساری
بوستان ملل ساری نام بوستانی در حاشیه رود تجن در داخل شهر ساری مرکز استان مازندران است.
این پارک یکی از مکان‌های تفریحی برای گذراندن اوقات فراغت مردم و مسافران در شمال کشور - می‌باشد. فضای این مجموعه تفریحی از دریاچه و فضای سبز تشکیل شده‌است و فاز دوم این مجموعه تفریحی ۵۵۰ هکتار است.

## مختصات و مشخصات بوستان ملل ساری
پارک ملل ساری در زمینی به مساحت ۳۵ هکتار و به طول ۲ کیلومتر در حاشیه غربی رودخانه تجن واقع شده‌است و دارای امکاناتی چون جزیره مصنوعی، پل کابلی معلق، فضای سبز، وسایل ورزشی، مسیر پیاده‌رو و پیست دوچرخه سواری، جت اسکی، قایق، مکانی برای ماهیگیری، خانه سنتی و پارکینگ با ظرفیت ۲۰۰۰ خودرو می‌باشد. این پروژه در تاریخ ۹۳/۶/۲۰ آغاز و پس از ۱۰۰ روز به بهره‌برداری رسید. این پارک زیباترین و بزرگترین مجموعه تفریحی شمال کشور نیز لقب گرفته‌است. این مجموعه به دلیل وجود پرچم تمام کشورهای جهان، پارک ملل نام گرفته‌است.

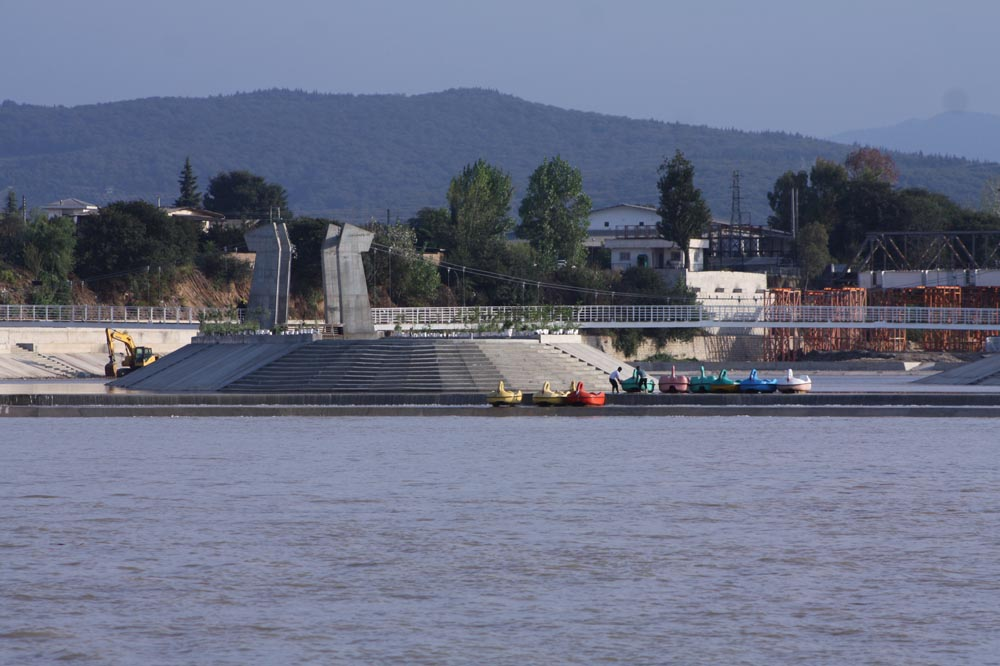
جزیره مصنوعی پارک ملل